# Косенко Олександр Петрович
Олекса́ндр Петро́вич Косе́нко (нар. 18 січня 1970, Дніпропетровськ, Українська РСР, СРСР) — український футзаліст. Після завершення ігрової кар'єри — футзальний тренер. Головний тренер збірної України з футзалу. У минулому — універсал низки українських клубів, гравець національної збірної України. Дворазовий віцечемпіон Європи, заслужений майстер спорту України.

## Клубна кар'єра
Закінчив школу зі срібною медаллю. Після завершення навчання у школі і ДЮСШ «Дніпро-75», де він займався футболом разом з братами Олександром і Сергієм Москалюками, Сергієм Момоновим, Костянтином Єременком і Валерієм Воробйовим, на два роки пішов у військо. Після дембеля вступив у Дніпропетровський металургійний інститут, де навчався й одночасно грав у футбол у чемпіонаті серед колективів фізкультури та студентській першості. Пізніше разом з Сергієм Ярошенком і Євгеном Хлівнюком був запрошений у футзальний клуб «Механізатор».
2000 року Валерій Водян очолив російський клуб «Фінпромко-Альфа» і запросив до команди 6 українських гравців, серед яких був і Косенко. За два сезони у формі російського клубу здобув два трофеї: Кубок Росії-2001 та Кубок володарів кубків УЄФА у 2002 році. 
У 2002 році повернувся до України на підписав контракт із донецьким «Шахтарем», за який грав упродовж трьох сезонів. Разом із командою двічі ставав чемпіоном України та стільки ж піднімав над головою Кубок.
У сезоні 2005/2006 перейшов у стан дніпровського «Будівела», де почав виконувати функції граючого тренера. Невдовзі після розформування команди 3 грудня 2008 року підписав на 2,5 роки контракт з «Планетою-Міст», де в 2009 році завершив ігрову кар'єру. 

## Виступи за збірну
Дебютував у головній українській команді 23 жовтня 1995 року в матчі проти збірної Югославії, в якому відкрив свій рахунок голам за збірну.

## Кар'єра тренера

### Кар'єра клубного тренера
Після завершення ігрової кар'єри очолив аматорський клуб «Вибір», який виступав у чемпіонаті України з пляжного футболу і футзальних змаганнях місцевого рівня. За 4 роки з цим клубом Косенко зумів по одному разу виграти чемпіонат України з пляжного футболу і чемпіонат Дніпропетровська з футзалу.
11 квітня 2013 року було оголошено, що Олександр Косенко очолить львівську «Енергію», але через зайнятість у Дніпропетровську він приїхав до Львова і приступив до своїх обов'язків тільки у травні.

### Кар'єра тренера збірної України
Замість Євгена Ривкіна, який пішов зі збірної України після чемпіонату Європи в Бельгії, головним тренером «жовто-блакитних» 27 червня 2014 року призначили Олександра Косенка. Контракт уклали на 2,5 роки. Після призначення Косенко говорив: «Я не витаю в хмарах і усвідомлюю всю відповідальність цієї роботи, тому, перш за все, я уявляв все навантаження, яке на мене ляже. Я, звичайно, радий, що мені довірили працювати зі збірною».
21 червня 2017 року підписав новий контракт терміном до 31 грудня 2020 року.

## Нагороди і досягнення

### Як гравець

#### Командні
«Механізатор»
- Вища ліга
  -  Чемпіон України (1): 1994/95
  -  Срібний призер (1): 1995/96

- Кубок України
  -  Володар (2): 1994/95, 1995/96

«Локомотив» (Одеса)
- Вища ліга
  -  Чемпіон України (2): 1996/97, 1997/98

- Кубок України
  -  Володар (2): 1996/97, 1997/98

- Турнір європейських чемпіонів
  - Володар малих бронзових медалей: 1997

«Запоріжкокс»
- Вища ліга
  -  Срібний призер (1): 1999/00
  -  Бронзовий призер (1): 1998/99

- Кубок України
  -  Фіналіст (1): 1999/00

«Фінпромко-Альфа»
- Кубок Росії
  -  Володар (1): 2001

- Кубок володарів кубків
  -  Володар (1): 2002

«Шахтар»
- Вища ліга
  -  Чемпіон (2): 2003/04, 2004/05
  -  Срібний призер (1): 2002/03

- Кубок України
  -  Володар (2): 2002/03, 2003/04
  -  Фіналіст (1): 2004/05

 Збірна України
 Срібний призер чемпіонату Європи (2): 2001, 2003

 Студентська збірна України
 Чемпіон світу серед студентів: 1998

#### Особисті
- У списку найкращих гравців світу (4): 2000 р. (№ 48)[12], 2002 (№ 49)[13], 2003 (№ 44)[14], 2004 (№80)[15]
- Найкращий футзаліст чемпіонату України (2): 1996/97, 1997/98
- У списку 15 найкращих гравців (2): 1996/97, 2002/03
- У списку 18 найкращих гравців (3): 1997/98, 1998/99, 1999/00
- Найкращий гравець Кубка Росії: 2001[16]
- Найкращий бомбардир Кубка Росії: 2000 (7 м'ячів)[17]
- Член Клубу Олександра Яценка — 423 м'ячі

### Як тренер
«Вибір»
- Чемпіонат з пляжного футболу
  -  Чемпіон (1): 2010

- Чемпіонат Дніпропетровська з футзалу
  -  Чемпіон (1): 2011/12

«Енергія»
- Екстра-ліга
  -  Срібний призер (1): 2013/14
  -  Бронзовий призер (1): 2012/13

- Кубок України
  -  Володар (1): 2013/14

Збірна України з футзалу
- Чемпіонат світу
  -  Бронзовий призер (1): 2024